# 介電強度
介電強度是指絕緣體在不發生電擊穿的情況下所能承受的最大電場強度，也即保持其不導電的特性。當電場強度高於絕緣體的介電強度時便會發生電擊穿，該絕緣體的電阻會急劇下降而變成可導電。
當外加電場在某絕緣體上時，來自背景輻射的自由電子會受電場加速而獲得更多能量。如果這些自由電子受加速而具有夠高的能量（即外加電場強度足夠高時），其與絕緣體內原子或分子對撞時會使得絕緣體中的束縛電子受到解放而成為自由電子，以突崩潰的形式使得絕緣體內形成電流。電擊穿發生的速度非常快，通常以奈秒為單位。電擊穿會導致絕緣體內出現導電路徑，並產生破壞性的放電現象，嚴重劣化甚至破壞其絕緣能力。

## 單位
介電強度的國際單位是伏/米，即每米的絕緣物能承受多強的電壓而不被擊穿。

## 影響介電強度的因素
- 可能受材料內部的微小缺陷影響。[2]
- 可能受工作溫度影響。
- 可能受電源頻率影響。
- 對於氣體來說，濕度增加通常導致介電強度降低，因為水中的離子可形成導電通道。
- 對於氣體來說，介電強度隨壓力增加而增加（帕邢定律）。
- 對於大氣來說，介電強度隨絕對濕度增加而少量上升，但隨相對濕度增加而下降。[3]

## 介電強度列表
| 材質                               | 介電強度 MV/m（百萬伏特/米） |
| ---------------------------------- | ---------------------------- |
| 氦（相對於氮）                     | 0.15                         |
| 大氣                               | 3                            |
| 六氟化硫                           | 8.5–9.8                      |
| 氧化鋁                             | 13.4                         |
| 窗戶玻璃                           | 9.8–13.8                     |
| 硼矽酸鹽玻璃                       | 20–40                        |
| 礦物油、矽油                       | 10–15                        |
| 苯                                 | 163                          |
| 聚苯乙烯                           | 19.7                         |
| 聚乙烯                             | 19–160                       |
| 氯丁橡膠                           | 15.7–26.7                    |
| 蒸餾水                             | 65–70                        |
| 高真空（200 μPa） （场致发射受限） | 20–40 （和電極的形狀有關）   |
| 熔融石英                           | 470–670                      |
| 蠟紙                               | 40–60                        |
| 鐵氟龍（擠壓成型 )                 | 19.7                         |
| 鐵氟龍（作為絕緣膜產品）           | 60–173                       |
| 聚醚醚酮                           | 23                           |
| 云母                               | 118                          |
| 钻石                               | 2,000                        |
| 鋯鈦酸鉛（縮寫：PZT）              | 10–25                        |